# Várkonyok
A várkony, mai szóhasználattal avarhun kifejezés a közép-ázsiai szkíták – összefoglaló néven szakák – csoportjába tartozó avarok egyik megnevezése. A félig-meddig elferdített avar, illetve a kony (a mai köznyelvben hun) szóból alkotott összetétel. A szóban forgó név az avarok szövetséges viszonyára utal. Az avarok az 5. század közepéig a szkíták, azután pedig a hunok (khounnoi: χουννοι, ounnoi: ουννοι; chionitae; stb.) társulásához tartoztak.
A várkony név első ízben a 6. században bukkant fel, Menandrosz művében, Ouarkhonitai (Ουαρχονιται), vagyis – mai szóhasználat szerint – avarhunok alakban. Theophülaktosz Szimokattész munkájában ugyanez Ouar kai Kheounni (Ουαρ και Χεουννι), illetve Ouar kai Khounni (Ουαρ και Χουννι), azaz avar és hun.

## Avarok a 3–9. században
Az avarok a parthusok birodalmának bukása (224.) után a perzsák hűbéresei lettek. A 4. század közepe táján Baktria területén, a kusánok korábbi birtokain tűntek fel. Harcban állottak a perzsákkal, míg végül, a 367–368. évben, legyőzték II. Sápúr ellenük küldött seregét, és 370–380. között országot alapítottak. Birtokaikhoz tartozott Baktria, valamint Szogdia egy része. Fennhatóságukat valamivel később (390–396.) kiterjesztették az Indiai-félsziget északnyugati tartományaira is, pl. Gandhára, Kasmír, Oddijána (Pesavar környéke). Mindeközben szakadatlanul harcoltak a perzsákkal, és a Szogdiában uralkodó hunokkal.
A hunokat elűzték szogdiai birtokaikról, indiai uradalmaikat azonban a 420. évtől a Kabulisztánt megszálló vörös hunok (alkhono: αλχονο, kermikhion: κερμιχιον) terjeszkedése fenyegette, a 456. évtől pedig a heftalitákkal kellett szembenézniük. Ez idő tájt az avarok neve kínai forrásokban nagy jüecsi (ta jüecse: 大月氏), nyugati történetíróknál kusán (euseni), illetve – Kidara, országalapító királyuk neve után – kidarita hun (kidaritai ounnoi: κιδαριται ουννοι, ounnoi oi kidaritai: ουννοι οι κιδαριται). (Lásd még: Kidarita királyság.)
Amikor a heftalitáknak vagy fehér hunoknak nevezett törökök szövetsége a 457. évben megszállta Baktriát, az avarok elűzték a szabarokat Khoraszán területéről, s ezek a Keleti-Kaukázus vidékére költöztek. Az avarok vélhetően ez idő tájt csatlakoztak a hunok szövetségéhez.
A heftaliták és a perzsák (I. Péroz) szövetsége a 467. évben legyőzte az avarokat, és elfoglalta fő fészküket, Balkh városát. A 477. évben a heftaliták Indiába is betörtek, s felszámolták az utolsó avar birtokot (Oddijána) is. Avarjaink ezután, mintegy száz évig, a heftaliták kötelékében éltek. Forrásaink szerint Szogdia területét uralták.
Az 554. évben a türkök megszállták Közép-Ázsia egy részét, többek között Szogdiát is, és az avarok egy része – a hűbéres sorsot elkerülendő – a kelet-európai pusztára, a Kaukázus vidékére költözött. Nevüket az 555. esztendőben említi Pszeudo-Zakharias.
Avarjaink Szarosziosz (Σαροσιος), a kaukázusi alánok királyának közvetítésével felvették a kapcsolatot Bizánccal. A Kandikh (Κανδιχ) által vezetett avar küldöttség az 558. évben tett látogatást I. Iusztinianosz császár udvarában. Az avarok, Bizánc szövetségeseként, 559–560. között, legyőzték, hűbéres szövetségeseikké tették a kelet-európai pusztán tanyázó onogurokat (szabarok, utrigurok, kutrigurok), valamint a szláv antokat.
Az 567. esztendőben avarjaink letelepedtek a Tiszántúlon, illetve az Erdélyi-medencében. Egy évvel később, a langobardok kivonulása nyomán, a Dunántúl területét is birtokba vették.
Az avarok hatalmát a hétszázas évek végén belső viszály törte meg, s a Kárpát-medencében nem sokkal ezután (881–895.) a kazároktól elpártolt szabarok és kavarok szövetsége – magukat madzsaroknak, magyaroknak nevezték – alapított államot. Avarjaink, a Kárpát-medence korábbi urai, nevüket székelyre, székhelyire változtatták. Régi megszólításukat csupán bizonyos település- és személyneveink, pl. Avar, Várkony őrizték meg.

## A korai magyar történeti lexikon kijelentései
Az említett kiadvány szerint az uarchoniták, uarhunok, varhoniták, várkonyok, várkunok az ismeretlen eredetű avarok és az indoiráni hsziungnuk, hunok által alkotott törzsszövetséget képviselték. Nevük az avar (ouar) és a hun (khounni) népnevek összeolvadásából keletkezett. A Heftalita Birodalom felbomlása után az avarok és a hunok szoros szövetségben együtt maradtak, s a társulásban az avarok vitték a vezető szerepet.
A Korai magyar történeti lexikon szerkesztői az avarokat ismeretlen eredetűnek mondják, jóllehet az ókor történetírói – a népvándorlások kora előtt, vagyis az i. e. 5–i. sz. 5. században – következetesen szkítáknak, szakáknak, illetve daháknak nevezik őket. A bizánciak pedig – a népvándorlások korában – az avar követek kijelentése nyomán címezik őket szkítának. Menandrosz szerint: „...a rómaiak veresége után az avarok hadvezére üzenetet küldött Tiberioshoz. A kiküldött üzenetvivő így szólt: Hogyan merészeltetek harcos kezek hiányának a betegségében szenvedve az avarok, tehát éppen szkíták ellen háborút indítani? Vagy nincsenek irataitok és feljegyzéseitek, amelyek olvasása megismertethet benneteket azzal a ténnyel, hogy a szkíta törzsek leküzdhetetlenek és megverhetetlenek?” Lényegében ugyanígy nyilatkozik Theophülaktosz Szimokattész is: „az avarok törzse ugyanis, mint mondják, a legügyesebb (legkeményebb) a szkíta népek sorában.”
Ami pedig az avarok hun mivoltát illeti, önmaguk is megerősítették, hogy a hun szövetség részesei voltak. Erről a frankok hírmondói, többek között, ekképpen nyilatkoznak: „A frankoktól és saját maguktól is gyakran hunnak nevezett avarok.”
A hun szövetségre – kínai forrásokban hsziungnu, nyugatiakban chionitae, khounnoi, ounnoi stb. – a lexikon szerkesztői mint hun népre hivatkoznak, a nevezett szövetség népeinek iráni származásáról és nyelvéről vallott álláspontjuk pedig fölöttébb ingatag alapon nyugszik. A szerkesztők e helyen érdemekben megőszült iranistánk, Harmatta János munkájára hivatkoznak. A Bóna István által írott, A hunok és nagykirályaik című kötet fényképeinek egyikén-másikán Harmatta hun feliratokat vélt felfedezni – jóllehet, amint erről bárki meggyőződhet, ilyeneknek ott nyoma sincs –, és iráni nyelven, úgymond, el is olvasta őket..

## A Várkony név
A honfoglalás idején, és a korai középkorban a magyarok körében – többek között – a várkony elnevezés is használatban lehetett az avarok megnevezésére. A szóban forgó címre vezethető vissza a régi magyar Várkony keresztnév, a Várkony végződésű helynevek és a Várkonyi családnév.